# Afe Adogame
Afeosemime Unuose Adogame (* 1964 in Ojah, Nigeria) ist ein nigerianischer Religionswissenschaftler am School of Divinity-Institut der Universität Edinburgh. Er ist Generalsekretär der African Association for the Study of Religions, der afrikanischen Gesellschaft für Religionsstudien.
Er studierte an der Obafemi Awolowo University in Ile-Ife (Nigeria) und promovierte 1998 an der Universität Bayreuth. Nach verschiedenen Lehraufträgen am Afrikainstitut der Universität Bayreuth sowie der Lagos State University (Nigeria) nahm er 2005 einen ständigen Lehrauftrag an der Universität Edinburgh für Religionswissenschaften und Weltchristentum (World Christianity) an.

## Forschung und Lehre
Adogames Forschungsschwerpunkt liegt auf dem Thema afrikanisches Christentum in Zeiten der Globalisierung. Er untersucht charismatische Bewegungen und sogenannte unabhängige Afrikanische Kirchen in Afrika und in der Diaspora. Dabei erforscht er die Wechselwirkungen der westlichen christlichen Mission und des religiösen Erbes Afrikas. In umfangreichen Feldprojekten liefert er häufig Pilotstudien über gegenwärtige Strategien der kulturellen Selbstbehauptung afrikanischer Diasporagemeinden sowie über die sich immer deutlicher manifestierende afrikanische Mission in Europa. Seine Dissertation über die Himmlische Kirche Christi, eine der größten unabhängigen afrikanischen Kirchen in Westafrika, ist die erste umfassende religionswissenschaftliche Studie, die Einblicke in die komplexe Kosmologie und Lehre dieser Kirche sowie der Aladura-Bewegung gibt.

## Schriften
- als Herausgeber mit Roswitha Gerloff und Klaus Hock: Christianity in Africa and the Africa Diaspora. The Appropriation of a Scattered Heritage. Continuum, London 2008, ISBN 978-1-84706-317-5.
- als Herausgeber mit Magnus Echtler and Ulf Vierke: Unpacking the New. Critical Perspectives on Cultural Syncretization in African and Beyond (= Beiträge zur Afrikaforschung. Bd. 36). Lit, Wien u. a. 2008, ISBN 978-3-8258-0719-1.
- als Herausgeber mit Cordula Weissköppel: Religion in the context of African  Migration (= Bayreuth African Studies Series. Nr. 75). Breitinger, Bayreuth 2005, ISBN 3-927510-89-0.
- als Herausgeber mit Frieder Ludwig: European Traditions of the Study of Religion in Africa. Harrassowitz, Wiesbaden 2004, ISBN 3-447-05002-0.
- Celestial Church of Christ. The Politics Of Cultural Identity In A West African Prophetic-charismatic Movement (= Studien zur interkulturellen Geschichte des Christentums. Bd. 115). Peter Lang, Frankfurt am Main u. a. 1999, ISBN 3-631-34849-5 (Zugleich: Bayreuth, Universität, Dissertation, 1998).